# Rhododendron rubiginosum
Rhododendron rubiginosum är en ljungväxtart som beskrevs av Adrien René Franchet. Rhododendron rubiginosum ingår i släktet rododendron, och familjen ljungväxter.

## Underarter
Arten delas in i följande underarter:
- R. r. leclerei
- R. r. ptilostylum

## Bildgalleri

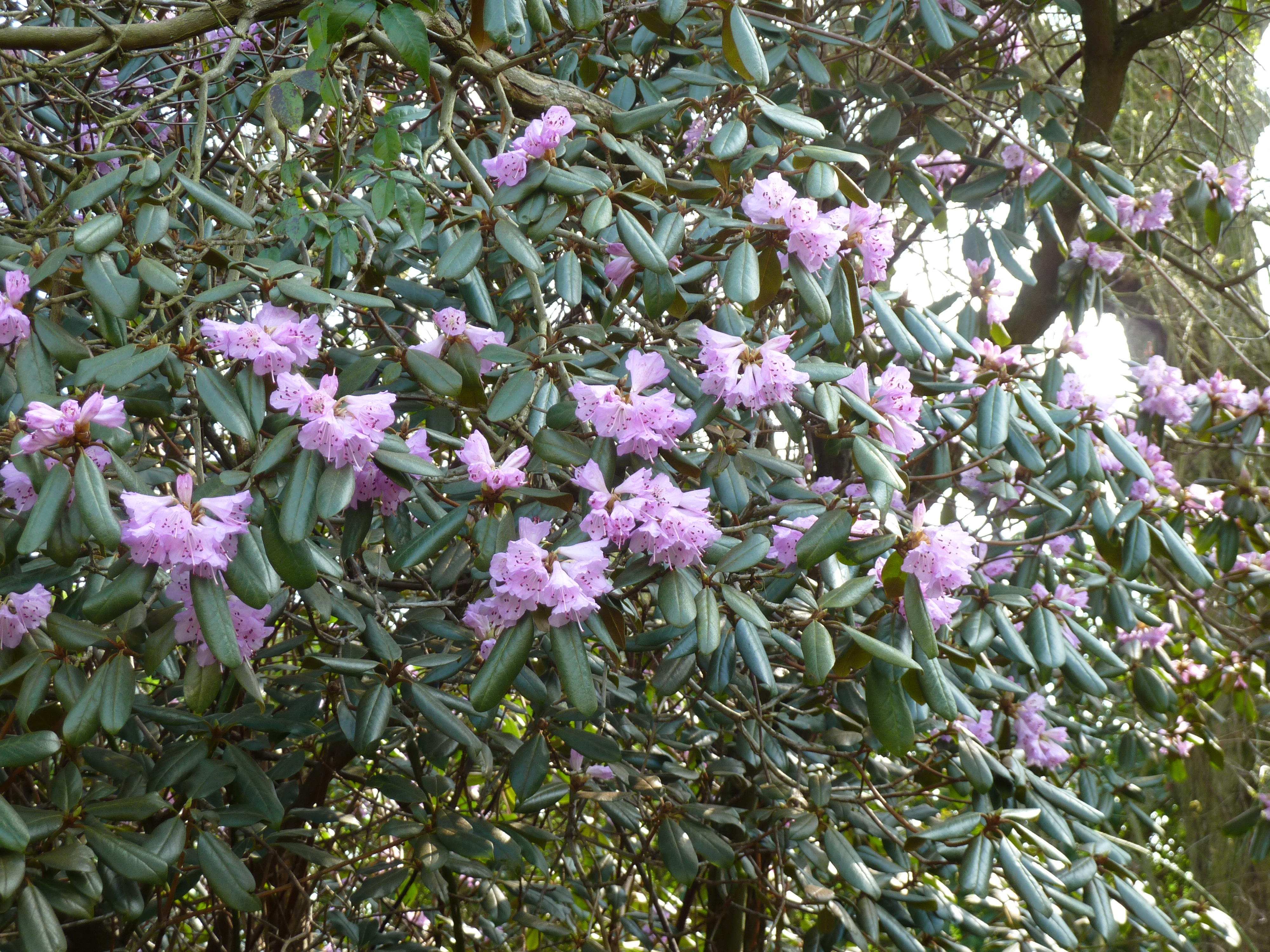
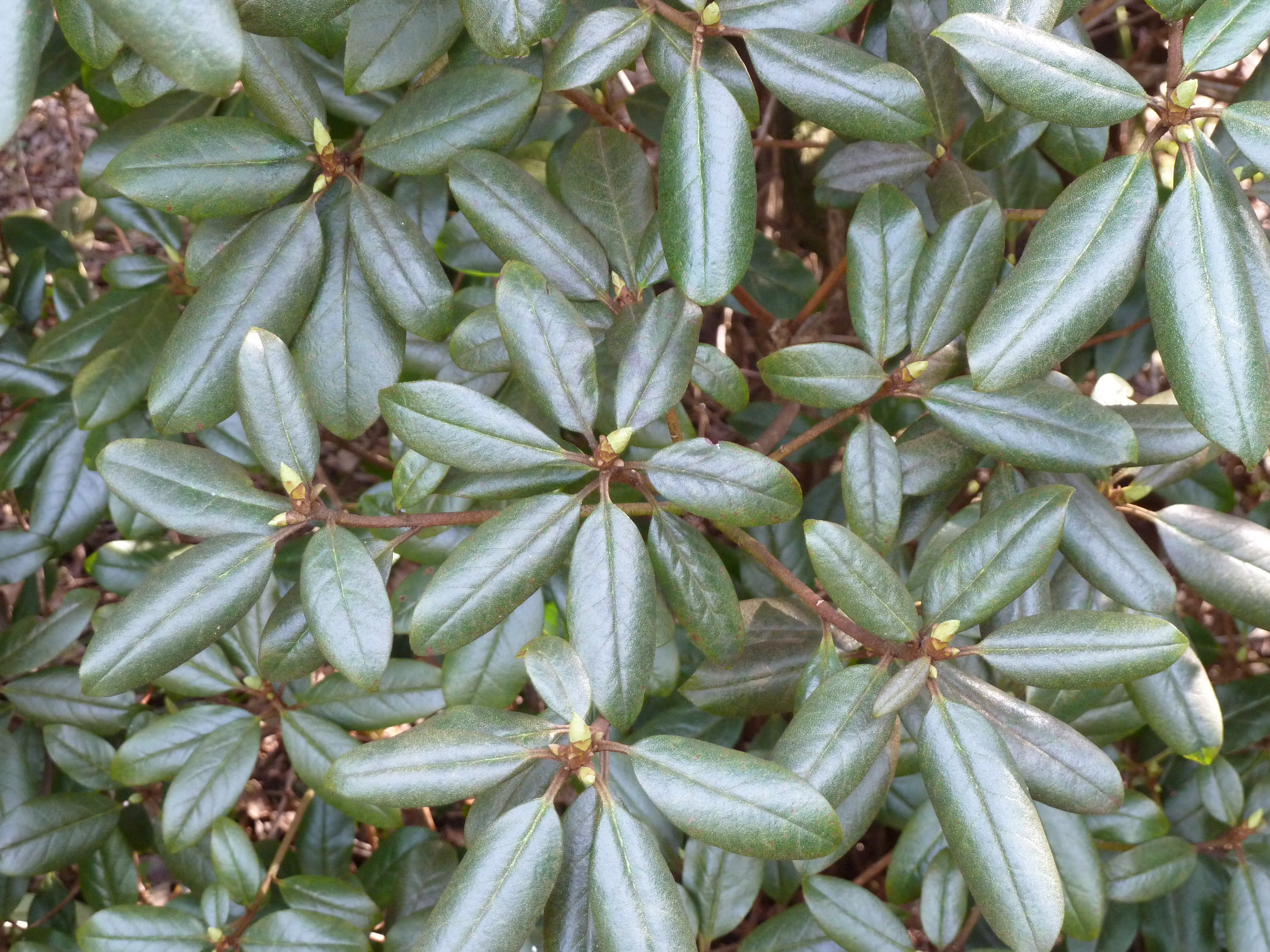
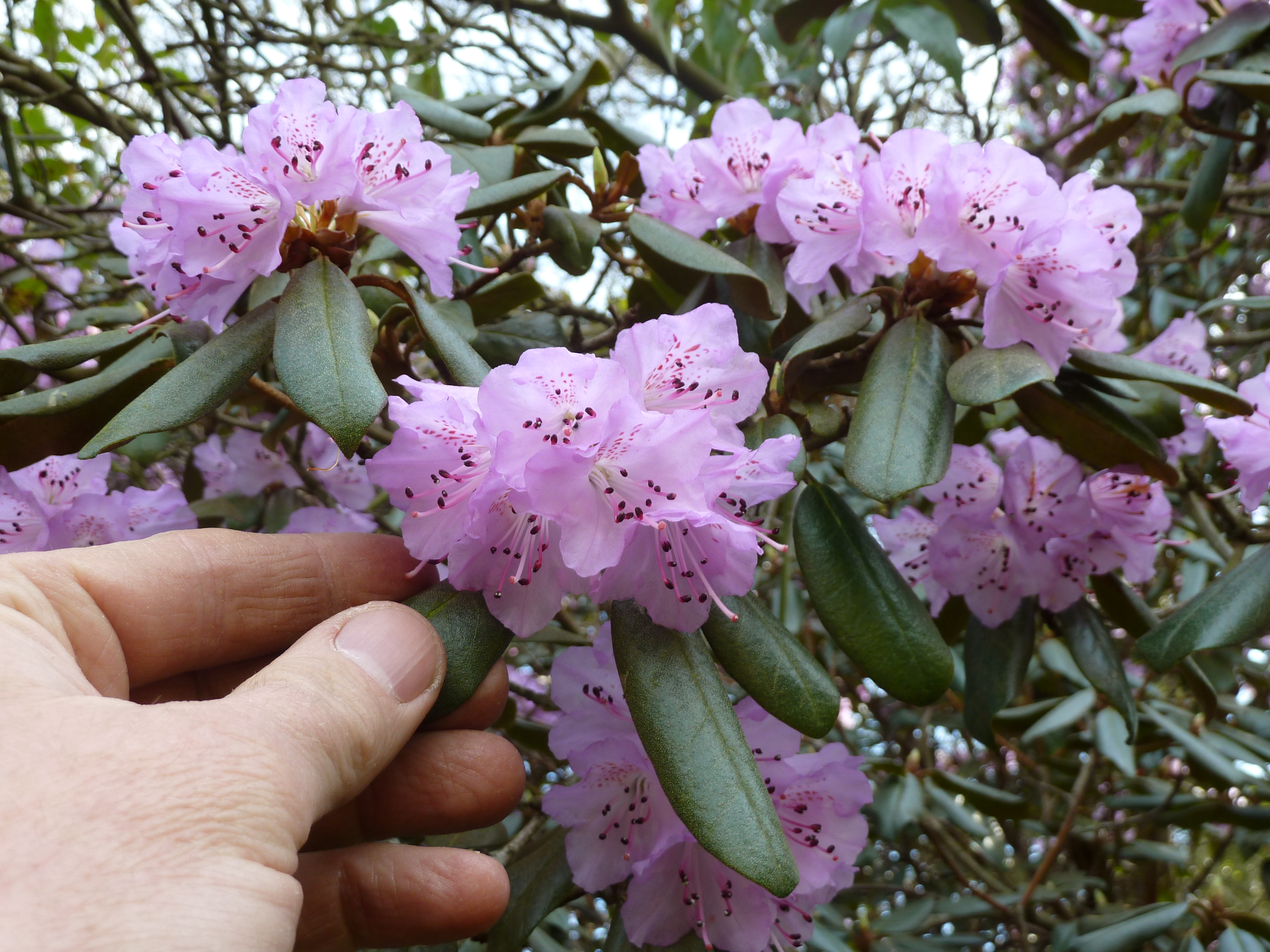
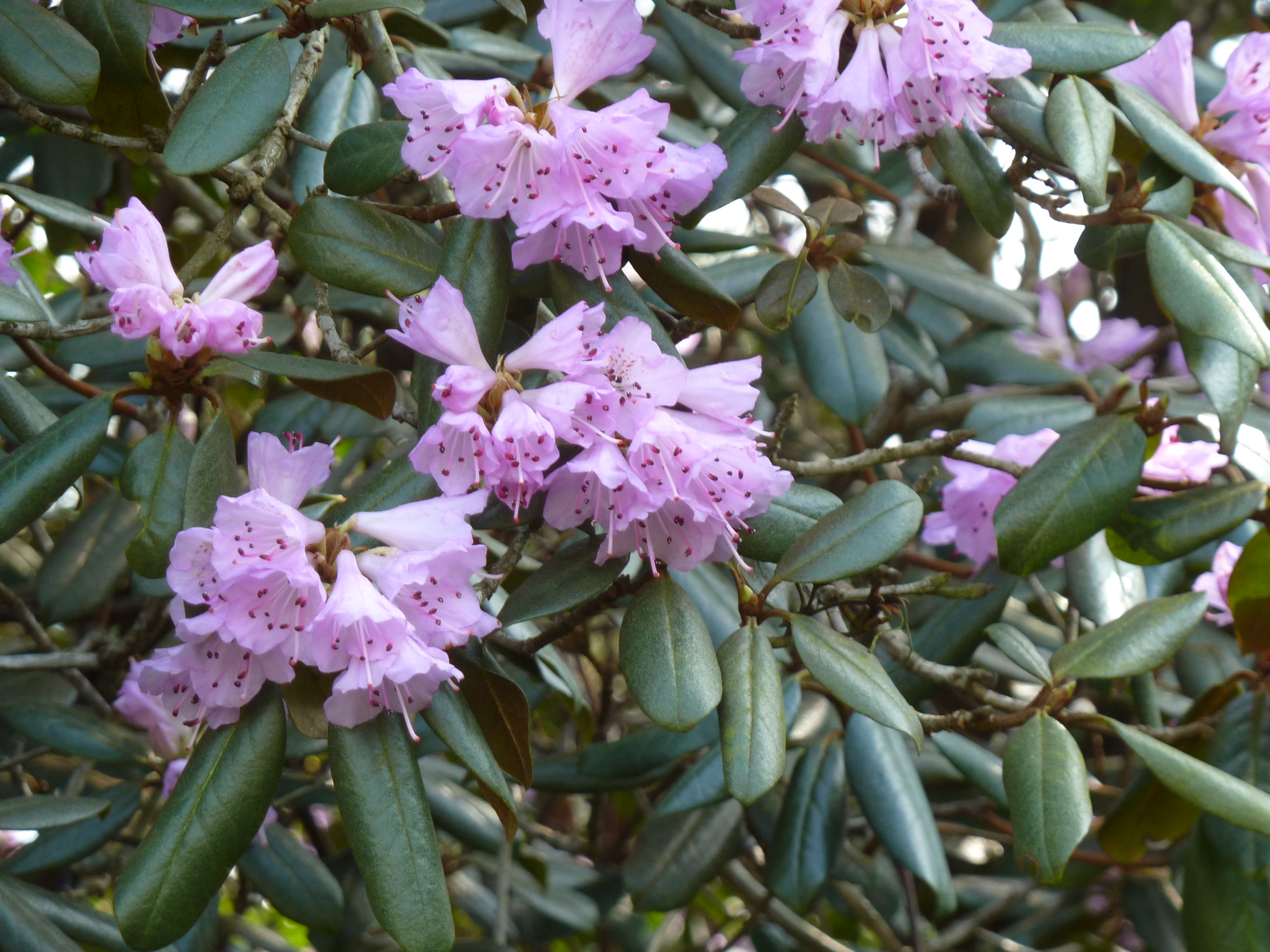
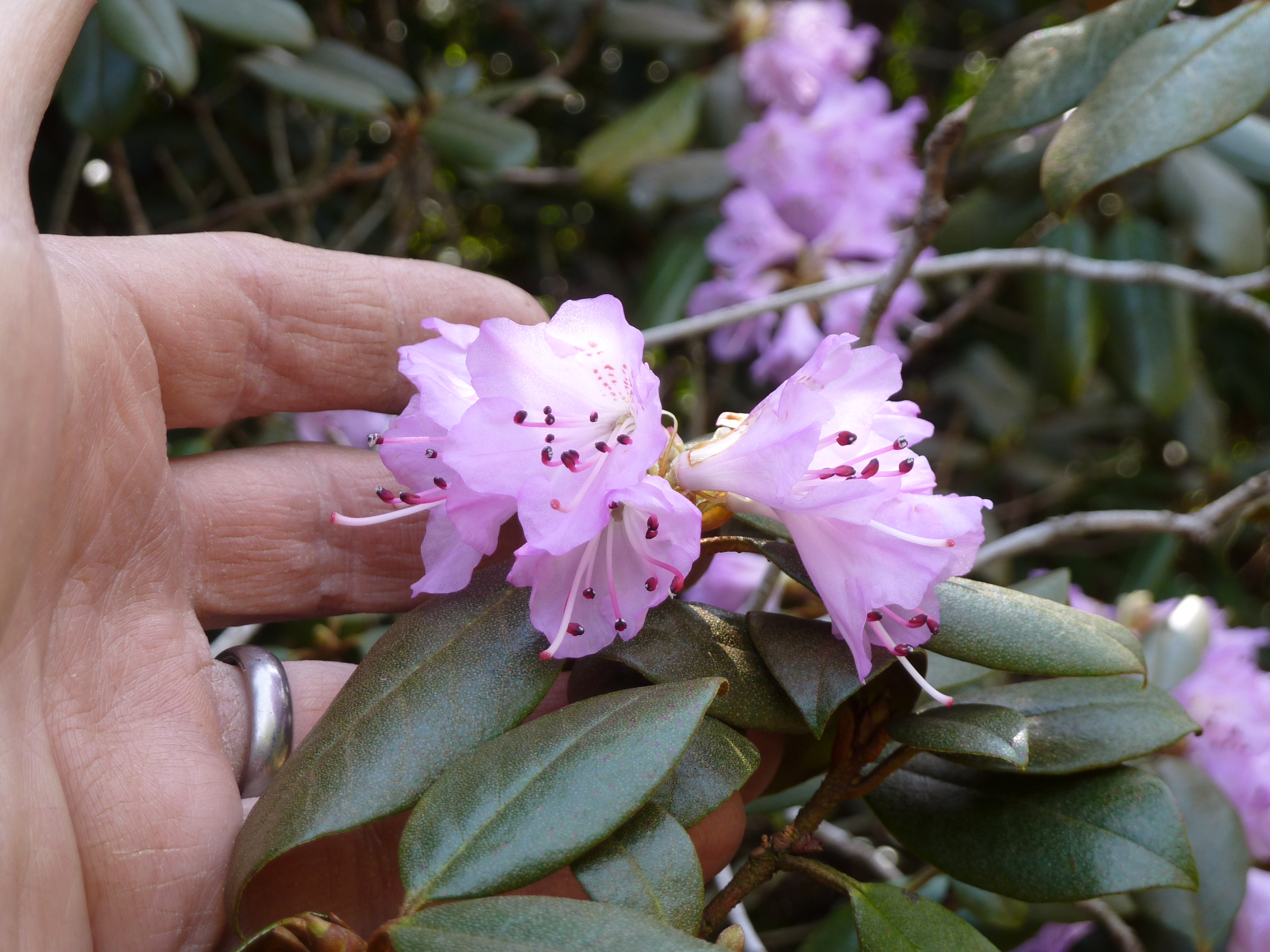
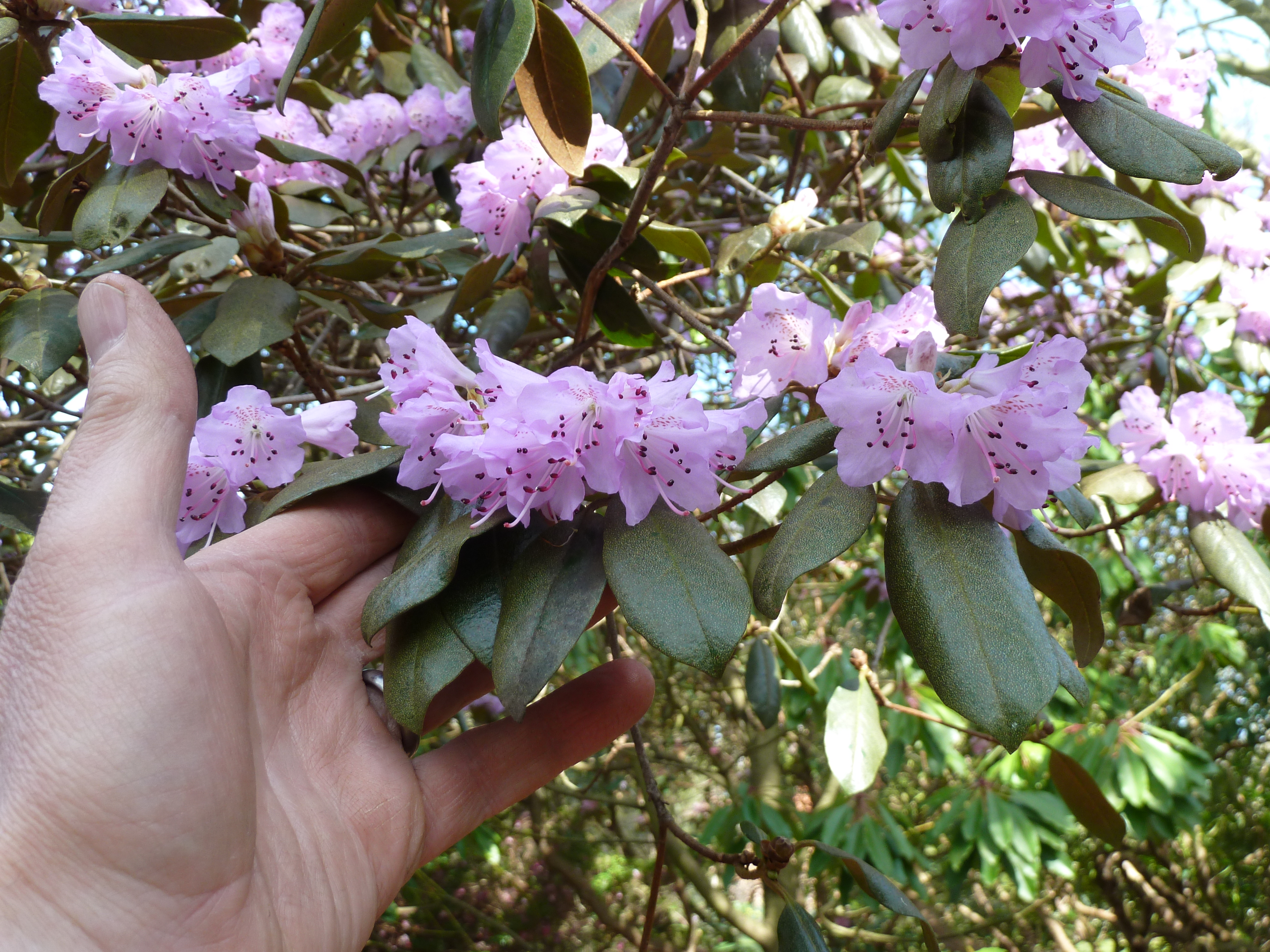